# Morelia (zwierzęta)
Morelia – rodzaj węży z rodziny pytonów (Pythonidae).

## Zasięg występowania
Rodzaj obejmuje gatunki występujące w Indonezji, Papui-Nowej Gwinei i Australii.

## Systematyka

### Etymologia
- Morelia: J.E. Gray nie wyjaśnił pochodzenia nazwy rodzajowej[2].
- Chondropython: gr. χονδρος khondros „szorstki, gruby”[7]; rodzaj Python Daudin, 1803. Gatunek typowy: Chondropython azureus Meyer, 1874 (= Python viridis Schlegel, 1872).
- Montypythonoides: łac. mons, montis „góra”; rodzaj Python Daudin, 1803; -οιδης -oidēs „przypominający”[4]. Gatunek typowy: Montypythonoides riversleighensis Smith & Plane, 1985 (= Coluber spilotus Lacépède, 1804).
- Jackypython: Jacky Hoser, córka autora; rodzaj Python Daudin, 1803[5]. Gatunek typowy: Python carinatus Smith, 1981.

### Podział systematyczny
Do rodzaju należą następujące gatunki:
- Morelia azurea (Meyer, 1874)
- Morelia bredli (Gow, 1981) – pyton Bredla[potrzebny przypis]
- Morelia carinata (Smith, 1981)
- Morelia imbricata (Smith, 1981)
- Morelia spilota (Lacépède, 1804) – pyton rombowy[8]
- Morelia viridis (Schlegel, 1872) – pyton zielony[8]